# Son Excellence
Pour les articles homonymes, voir SE.

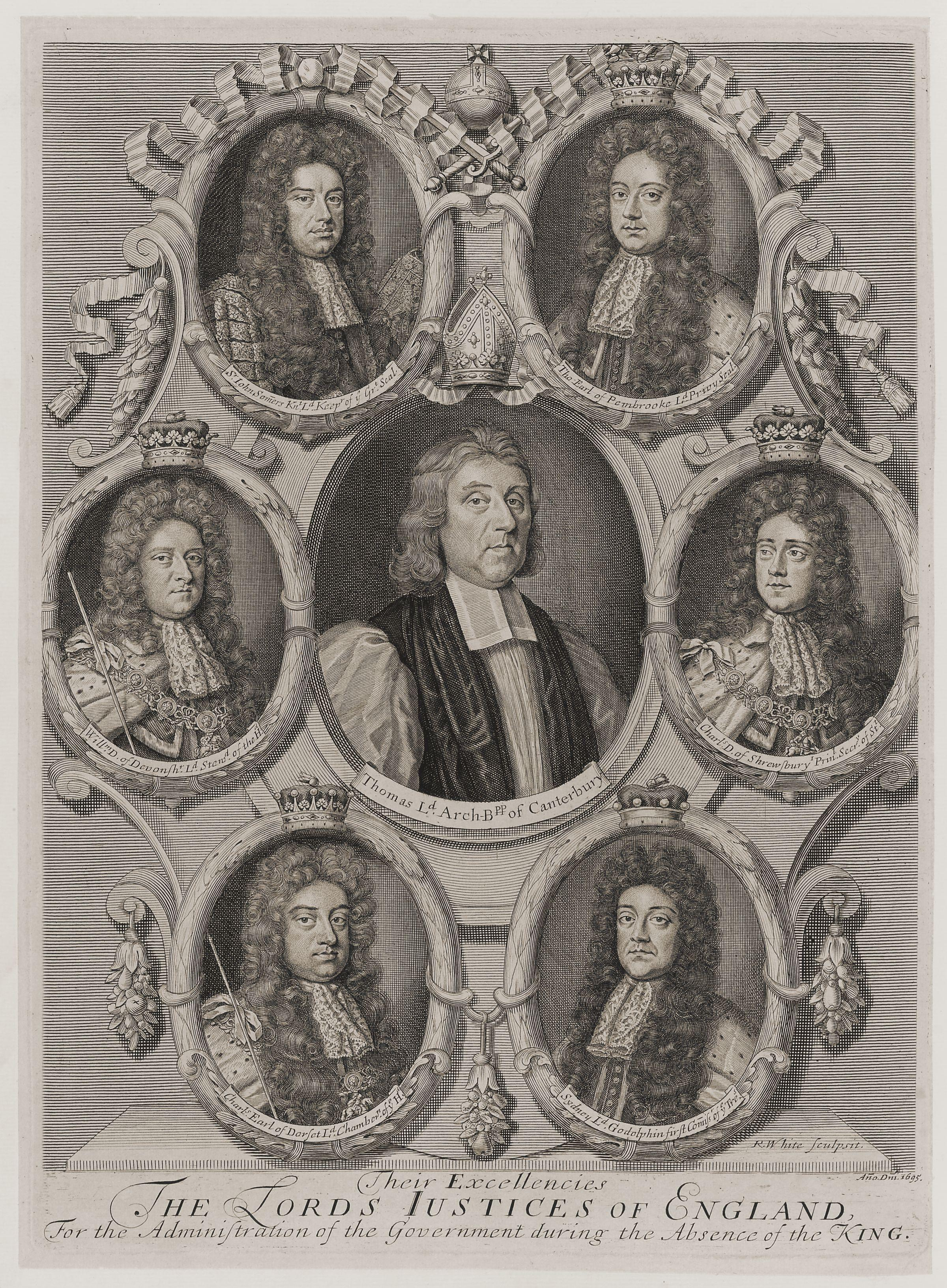
Un exemple de personnes pouvant être nommées « Son Excellence », Leurs excellences les Lords Justices d'Angleterre.

« Son Excellence » est un prédicat honorifique régi par les conventions diplomatiques ou ecclésiastiques.
- Dans le domaine diplomatique, il peut être abrégé S. E. et il est traditionnellement utilisé, dans la majorité des cas, pour désigner les chefs d'État ou de gouvernement ainsi que les ambassadeurs de manière protocolaire.

Par exemple : Son Excellence (Monsieur) Emmanuel Macron, président de la République française.
Le traitement honorifique « Son Excellence » prend alors fin avec la charge ou le mandat occupé.
- Dans le domaine ecclésiastique, il peut être abrégé S. Exc. et il est traditionnellement employé pour désigner les évêques, archevêques ou grands rabbins.

Par exemple : Son Excellence (Monseigneur) Joan-Enric Vives i Sicília, évêque d'Urgell, coprince d'Andorre.

## Diplomatie
Dans la plupart des organisations internationales, notamment l'Organisation des Nations unies, le traitement « Son Excellence » est utilisé pour tous les chefs d'État ou  chefs de gouvernement, sauf exception.
En ce qui concerne la France, le président de la République ou le Premier ministre ne sont désignés comme « Son Excellence » qu'en dehors des frontières ou sur le territoire français par des diplomates étrangers.
Les ambassadeurs étant les « représentant[s] d'un État auprès d'un autre, ou auprès d'une organisation internationale » sont désignés par le traitement d'« Excellence » dans le pays où ils sont envoyés. En revanche, dans son pays ou de la part des citoyens provenant du même pays, un ambassadeur ne peut porter le prédicat en question, puisqu'il revient au chef de l'État. Ainsi, en France, le terme d'« Excellence » est réservé aux ambassadeurs étrangers et n'existe pas dans le protocole français. Pour les diplomates étrangers, « Excellence » est utilisé dans le traitement, mais la formule d'appel est invariable et sera toujours : « Monsieur l'ambassadeur » ou « Madame l'ambassadrice ».
Les coordonnateurs résidents du système des Nations unies qui sont également accrédités auprès des chefs d'État avec le rang d'ambassadeur ont droit au traitement d'« Excellence ». Le coordonnateur résident est le représentant désigné du secrétaire général de l'ONU auprès d'un État. Il dirige toutes les actions des agences des Nations unies et de ses institutions spécialisées dans sa juridiction. Cette fonction qui était généralement exercée par le représentant résident du PNUD est devenue autonome, avec une nouvelle agence nommée Bureau du Coordinateur résident, depuis le 1er janvier 2019.

## Monarchies du Commonwealth
Dans les monarchies du Commonwealth, le prédicat honorifique « Son Excellence » est principalement attribué au représentant du chef d'État, c'est-à-dire le gouverneur général, le prédicat du monarque étant « Sa Majesté ».
Les personnes désignées par le prédicat « Son Excellence » varient selon chaque pays du Commonwealth, mais ce sont généralement:
- les gouverneurs généraux
- les gouverneurs
- certains Premiers ministres étrangers, ou la plupart des présidents de la République
- les ambassadeurs étrangers

## Espagne
Plusieurs personnalités en Espagne ont droit au prédicat d'excellence (excelentísimo señor ou excelentísima señora), dont les grands d'Espagne.

## États-Unis
Les États-Unis d'Amérique étant constitués d'anciens territoires britanniques, il demeure certains héritages de l'époque coloniale. En effet, de manière légale, les gouverneurs du Massachusetts, de Rhode Island, du Connecticut, du New Hampshire, du Vermont, du Maine, de Pennsylvanie, de Caroline du Nord, de Caroline du Sud et de Virginie utilisent le traitement Excellency, les quatre derniers de manière très officielle.